# ザ・キッド・ラロイ
ザ・キッド・ラロイ（The Kid Laroi、2003年8月17日 - ）は、オーストラリアニューサウスウェールズ州ウォータールー出身のラッパー、歌手、ソングライター、ヒップホップミュージシャン、音楽プロデューサー。本名はチャールトン・ケネス・ジェフリー・ハワード（Charlton Kenneth Jeffrey Howard）。
オーストラリア先住民の一人であり、アーティスト名「ラロイ」の由来となったカミラロイ族出身である。ニューサウスウェールズ州ウォータールーで生まれたラロイは、オーストラリアでのツアー中に師弟関係だった故ジュース・ワールドに実力を認められ、共同生活をしていた。ジュース・ワールドを発掘したLil BibbyのグレードAプロダクションとコロムビア・レコードとレコード契約を交わし、シングル「Let Her Go」でオーストラリア国外で知られるようになった。
また、2020年にジュース・ワールドをフィーチャーした楽曲「Go」がBillboard Hot 100で52位でチャート入りし、さらに人気を博した。ラロイのデビューミックステープ『F*ck Love』（2020年）は、オーストラリアのARIAチャートで1位を記録し、オーストラリア最年少のソロアーティストとしてトップに躍り出た。米Billboard 200では3位を記録した。そして、ジャスティン・ビーバーが客演した「Stay」はUS Billboard Hot 100で1位を記録した。

## 来歴

### 生い立ち
2003年8月17日、ニューサウスウェールズ州ウォータールーのシドニー南部レッドファーン近郊の郊外で生まれた。
両親は、地元のアーティストと協力した音楽プロデューサー兼サウンドエンジニアのニック・ハワードと、モデルマネージャー兼音楽エグゼクティブのスローン・ハワード。ハワードの曽祖父は盗まれた世代の一人だった。
13歳の頃からラップを始め、母親はラロイにFugees、Erykah Badu、Tupacの音楽を演奏していた。

### デビュー
2018年8月16日、デビューEP、「14 With aDream」をリリースした。同月、ラロイはTriple J Unearthedハイコンペティションのファイナリストに入り、注目を集めた。
2019年、ラロイはラッパーのLil Bibbyのレコードレーベル、Grade A Productionsとコロンビア・レコードとパートナーシップ契約を結んだ。2018年と2019年にJuice Wrldのオーストラリア全国ツアーでサポートしている間、共同生活をしており、その期間、Juice Wrldから指導を受けていた。12月、シングル「LetHerGo」のミュージックビデオがLyrical LemonadeのYouTubeチャンネルにアップロードされると、オーストラリア国外に注目を集め始めた。
2020年3月27日、ラロイはラッパーのLil Moseyのシングル「Blueberry Faygo」のミュージックビデオにカメオ出演をした。6月12日、故Juice Wrldをフィーチャーしたシングル「Go」をリリースした。同日、ミックステープ『F*ck Love』のカバーアートとリリース日をTwitterで公開した。7月18日、ラロイはJuice Wrldへのオマージュ・トラックである「Tell Me Why」をリリースし、2日後にInstagramでミックステープのトラックリストを公開したが、投稿は後で削除された。9月18日、ローガン・ポールが監督を務め、元セクシー女優のLana Rhoades主演のLil Moseyをフィーチャーしたシングル「Wrong」のミュージックビデオがリリースされた。10月23日、Lyrical Lemonadeにてリードシングル「So Done」をリリースした。12月17日、シングル「Without You」のミュージックビデオをリリースした。12月8日、ラロイはJuice Wrldの死後の楽曲「Reminds Me Of You」にコラボ出演した。
2021年3月19日、ラロイは歌手のJustin Bieberの6作目のスタジオ・アルバム『Justice』の「Unstable」でコラボした。4月30日、ラロイはマイリー・サイラスとのコラボで「Without You」のリミックスをリリースした。6月2日、Justin Bieberとのコラボ楽曲「Stay」がオンラインで公開され、トラックは7月9日にリリースされた。

## 人物
現在、ラロイは母親と弟と一緒にカリフォルニア州ロサンゼルスに在住している。

## ディスコグラフィ

### ミックス・テープ
| タイトル  | アルバム詳細                                                                             | 最高チャート順位 | 最高チャート順位 | 最高チャート順位 | 最高チャート順位 | 最高チャート順位 | 最高チャート順位 | 最高チャート順位 | 最高チャート順位 | 最高チャート順位 | 最高チャート順位 | 認定                                                                         |
| タイトル  | アルバム詳細                                                                             | AUS              | BEL              | CAN              | DEN              | IRE              | NZ               | NOR              | SWE              | UK               | US               | 認定                                                                         |
| --------- | ---------------------------------------------------------------------------------------- | ---------------- | ---------------- | ---------------- | ---------------- | ---------------- | ---------------- | ---------------- | ---------------- | ---------------- | ---------------- | ---------------------------------------------------------------------------- |
| F*ck Love | - 発売日: 2020年7月24日 - レーベル: Grade A、コロンビア - フォーマット: digital download | 1                | 5                | 1                | 2                | 5                | 2                | 1                | 4                | 6                | 1                | - AUS: ゴールド - UK: ゴールド - DEN: ゴールド - US: プラチナ - NZ: プラチナ |